# Gerrit Slagman
Gerrit Slagman (Gorssel, 30 mei 1898 - Wöbbelin, 12 april 1945) was een Nederlandse verzetsman.
Slagman runde met zijn twee zusters het boerenbedrijf 'Het Zonnenberg' aan de weg die nu zijn naam draagt: de Gerrit Slagmanstraat in Harfsen. Deze Saksische boerderij verleende onderdak aan iedereen die moest onderduiken voor de bezettende macht: onderduikers, joden, geallieerde militairen, knokploegen en neergeschoten vliegeniers. Deze laatsten werden met regelmaat weer op een ‘lijn’ gezet richting Engeland.
In september 1944 verleende Slagman onderdak aan een grote knokploeg uit Deventer in verband met een te verwachten wapendropping vanuit Engeland, die echter op het laatste moment werd afgelast. Vermoedelijk is een van deze lieden gearresteerd en heeft, na verhoor door de Sicherheitsdienst van de Duitsers, ‘gepraat’. In de vroege morgen van 14 oktober 1944 werd de boerderij omsingeld door de Landwacht die iedereen arresteerde: Gerrit Slagman en zijn twee zusters, Jan Zonnenberg, twee Poolse militairen, een Canadese piloot, vijf onderduikers en een onderweg gearresteerde onderduiker, E. de Jong.
Het vee werd in beslag genomen. In de namiddag werden de boerderij en bijgebouwen in brand gestoken. Twee onderduikers Mart en Henk, zaten nog in hun schuilplaats onder de wagenloods met zaadberg, waarin de wapens en de munitie lagen. Ze werden niet ontdekt. Ze zijn tegen de avond, toen de boerderij reeds brandde en de zaadberg waaronder zij zaten ook vlam vatte, uit hun hol gevlucht en ontsnapt.
De beide zusters van Slagman werden vrijgelaten. Gerrit Slagman en Jan Zonnenberg zijn omgekomen (Slagman kort voor de bevrijding, op 12 april 1945) in het concentratiekamp Wöbbelin (D), evenals Koos Dikkers. G. van Enck werd door de Landwacht te Deventer gedood. Twee zijn er ontsnapt uit de Landwachtkazerne te Deventer, de Canadees en de twee Polen ontsnapten uit de trein op weg naar Duitsland. De rest kwam berooid en ziek terug uit het concentratiekamp.
De gezusters Slagman hebben, met behulp van de Wederopbouw Boerderijen, hun boerderij herbouwd en er werd besloten dat één onderduikhol onder deze boerderij zou blijven bestaan. Ze hebben hun boerderij overgedaan aan een familielid, eveneens Slagman genaamd.
Op 12 maart 1947 werd in Utrecht aan Gerrit Slagman postuum de Medal of Freedom toegekend.